# Bakshish Singh
Bakshish Sandhu Singh (Faisalabad, 14 giugno 1929 – Amritsar, 21 settembre 1970) è stato un hockeista su prato indiano.
Ha partecipato ai Giochi olimpici del 1956, vincendo la medaglia d'oro.